# Eino Virtanen
Eino Virtanen   (Uskela, 19 d'agost de 1908 - Hèlsinki, 3 de desembre de 1980) va ser un lluitador finlandès que va competir durant les dècades de 1930 i 1940. Combinà la lluita grecoromana i la lluita lliure. Era germà de l'atleta Lasse Virtanen.
El 1936 va prendre part en els Jocs Olímpics d'Estiu de Berlín, on va guanyar la medalla de bronze en la competició del pes wèlter del programa de lluita grecoromana. En el seu palmarès també destaquen dues medalles al Campionat d'Europa de lluita, de bronze el 1939 en el pes wèlter de lluita grecoromana i d'or el 1946 en el pes mitjà d'estil lliure. A nivell nacional aconseguí cinc títols finlandesos: el 1936, 1939, 1943 i 1945 en pes wèlter grecoromà i el 1946 en pes mitjà d'estil lliure.